# بطولة باوليستا 2022
بطولة باوليستا 2022 كان الموسم 121 من دوري كرة القدم الاحترافي الأعلى في ولاية ساو باولو البرازيلية. أقيمت البطولة في الفترة من 23 يناير إلى 3 أبريل 2022. 

## شركاء البث
بعد عدة سنوات من البث بواسطة قناة غلوبو (Globo) و SporTV و Premiere FC)، استحوذت قناة Record TV على حقوق بث بطولة باوليستا لعام 2022، مع تطبيق البث الخاص بهم Play Plus الذي يبث المباريات مباشرة أيضًا. وبالإضافة إلى ذلك، تبث منصات البث المباشر HBO Max وEstádio TNT Sports (المملوكة لشركة TNT) وقناة Paulistão الرسمية على YouTube والتطبيق (Paulistão Play) المباريات مباشرة أيضًا. وستبث كل من قناتي Record وYouTube 16 مباراة من المسابقات، مباراة واحدة لكل جولة، بينما ستبث قناتا HBO Max وEstádio TNT 28 مباراة لكل منهما (24 مباراة في الدور الأول، ومباراة واحدة في ربع النهائي، ومباراة واحدة في نصف النهائي، وكلا النهائيين). وقدّم Paulistão Play عرضًا لجميع مباريات البطولة باستثناء 13 مباراة (حصريًا لـ HBO Max / Estádio TNT). 

## الهدافين
| رتبة | لاعب           | النادي         | هدف |
| ---- | -------------- | -------------- | --- |
| 1    | رونالدو سيلفا  | إنتر دي ليميرا | 9   |
| 2    | جوناثان كاليري | ساو باولو      | 8   |
| 3    | زيكا           | ميراسول        | 6   |
| 3    | لوكا           | بونتي بريتا    | 6   |